# The Prison Experiment - L'Expérience de Stanford
Pour plus de détails, voir Fiche technique et Distribution.
The Prison Experiment - L'Expérience de Stanford (The Stanford Prison Experiment) est un film américain réalisé par Kyle Patrick Alvarez, sorti en 2015.

## Synopsis
La chronique de la funeste "Expérience de Stanford", une simulation scientifique organisée par l'université américaine en 1971 pour tenter d'explorer les effets de l'enfermement carcéral sur les prisonniers et leurs geôliers...

## Fiche technique
- Titre original : The Stanford Prison Experiment
- Titre français : The Prison Experiment - L'Expérience de Stanford
- Titre québécois :
- Réalisation : Kyle Patrick Alvarez
- Scénario : P. W. Hopsidor et Tim Talbott
- Direction artistique : Gary Barbosa
- Décors : Andres Cubillan
- Costumes : Lisa Tomczeszyn
- Photographie : Jas Shelton
- Montage :
- Musique : Andrew Hewitt
- Production : Lauren Bratman, Brent Emery, Lizzie Friedman, Karen Lauder, Greg Little et Christopher McQuarrie[1]
- Sociétés de production : Division Films et Mockingbird Pictures
- Sociétés de distribution :
- Budget :
- Pays d’origine : États-Unis
- Langue : Anglais
- Format : Couleurs - 35 mm - 2,35:1 - Son Dolby numérique
- Genre : Drame
- Durée : 120 minutes
- Date de sortie : 
  -  États-Unis : 26 janvier 2015 (Festival du film de Sundance 2015)

## Distribution
- Ezra Miller (VF : Gauthier Battoue) : Daniel Culp, le prisonnier 8612
- Billy Crudup (VF : Bernard Gabay) : le Dr Philip Zimbardo
- Michael Angarano (VF : Donald Reignoux) : Christopher Archer
- Gaius Charles (VF : Jean-Baptiste Anoumon) : Paul Vogel
- Olivia Thirlby : Christina Maslach
- James Wolk (VF : Alexis Victor) : Mike Penny
- Johnny Simmons (VF : Eilias Changuel) : Jeff Jansen
- Tye Sheridan (VF : Gabriel Bismuth-Bienaimé) : Peter Mitchell
- Ki Hong Lee (VF : Alexandre Nguyen) : Gavin Chan
- Logan Miller : Jerry / le prisonnier 5486
- Callan McAuliffe : Ward
- Nelsan Ellis (VF : Frantz Confiac) : Jesse Fletcher
- Chris Sheffield : Tom Thompson - 2093
- Jack Kilmer : Jim
- James Frecheville (VF : Cédric Dumond) : Matthew Townshend
- Nicholas Braun (VF : Nathanel Alimi) : Vandy
- Miles Heizer : Marshall Lovett
- Moisés Arias : Anthony Carroll
- Keir Gilchrist : un gardien
- Jesse Carere (VF : Fabrice Trojani) : Paul
- Fred Ochs (VF : Patrice Dozier) : le professeur Jim Cook

## Distinctions

### Nominations et sélections
- Nommé au Grand Prix au Festival du film de Sundance 2015 : sélection US Dramatic Competition
- prix Alfred P. Sloan au Festival du film de Sundance 2015
- Prix Waldo Salt du scénario du Festival du film de Sundance 2015